# Csepel-Gyártelep
Pour les articles homonymes, voir Csepel.
Gyártelep est un quartier situé dans le 21e arrondissement de Budapest. 